# 特克西科 (伊利諾伊州)
特克西科（英語：Texico）是位於美國伊利諾伊州傑佛遜縣的一個非建制地區。該地的面積和人口皆未知。

## 地理
特克西科的座標為38°26′22″N 89°53′49″W / 38.43944°N 89.89694°W，而該地的平均海拔高度為144米（即472英尺）。